# El Catllar
El Catllar (spanisch Catllar) ist eine katalanische Gemeinde mit 5.218 Einwohnern (Stand: 2024) in der Provinz Tarragona im Nordosten Spaniens. Sie liegt in der Comarca Tarragonès. Die Gemeinde besteht aus zahlreichen Einzelsiedlungen. 

## Geographische Lage
El Catllar liegt etwa zehn Kilometer nordöstlich vom Stadtzentrum von Tarragona und knapp 80 Kilometer westsüdwestlich von Barcelona am Río Gayá (katalanisch: Gaià).

## Bevölkerungsentwicklung
| Jahr      | 1970 | 1981 | 1991 | 2001 | 2011 | 2021 |
| Einwohner | 892  | 767  | 1300 | 2544 | 4148 | 4740 |

## Sehenswürdigkeiten
- Burgruine von Catllar
- Verteidigungsturm (L’Agulla)
- Johannes-der-Täufer-Kirche (Iglesia de San Juan Bautista), 1776 errichtet
- Wassermühle

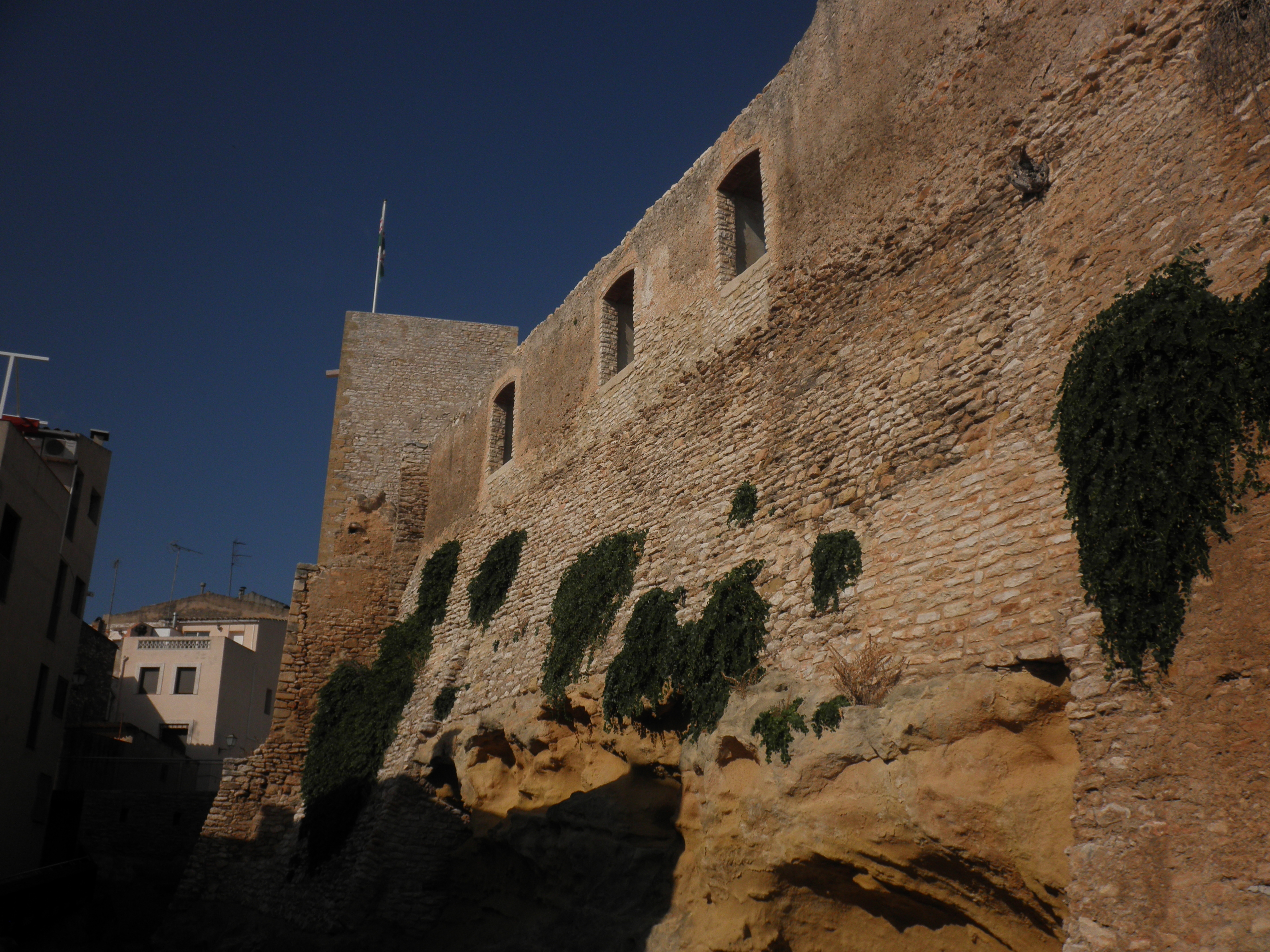
Burgruine von Catllar
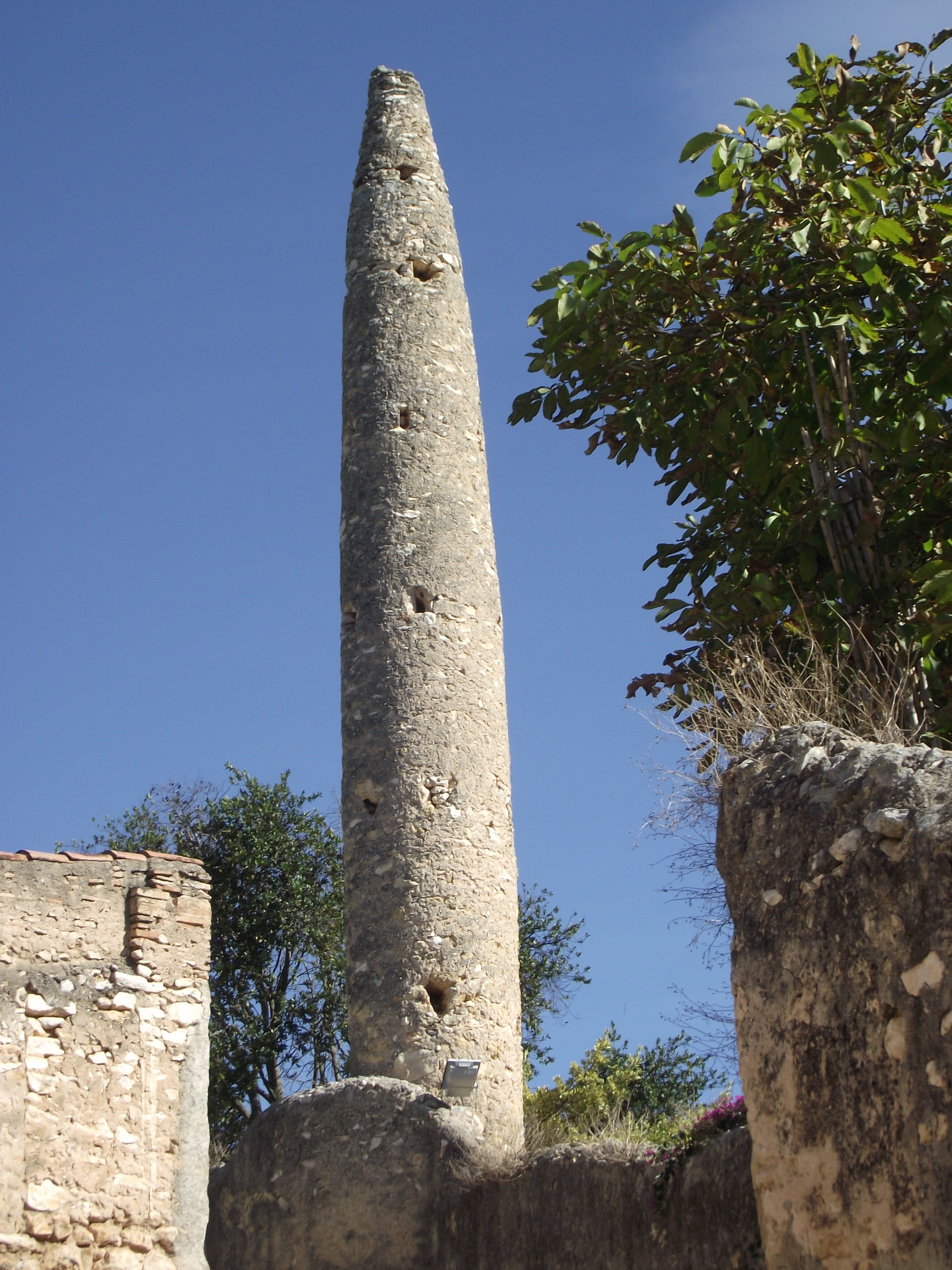
Verteidigungsturm
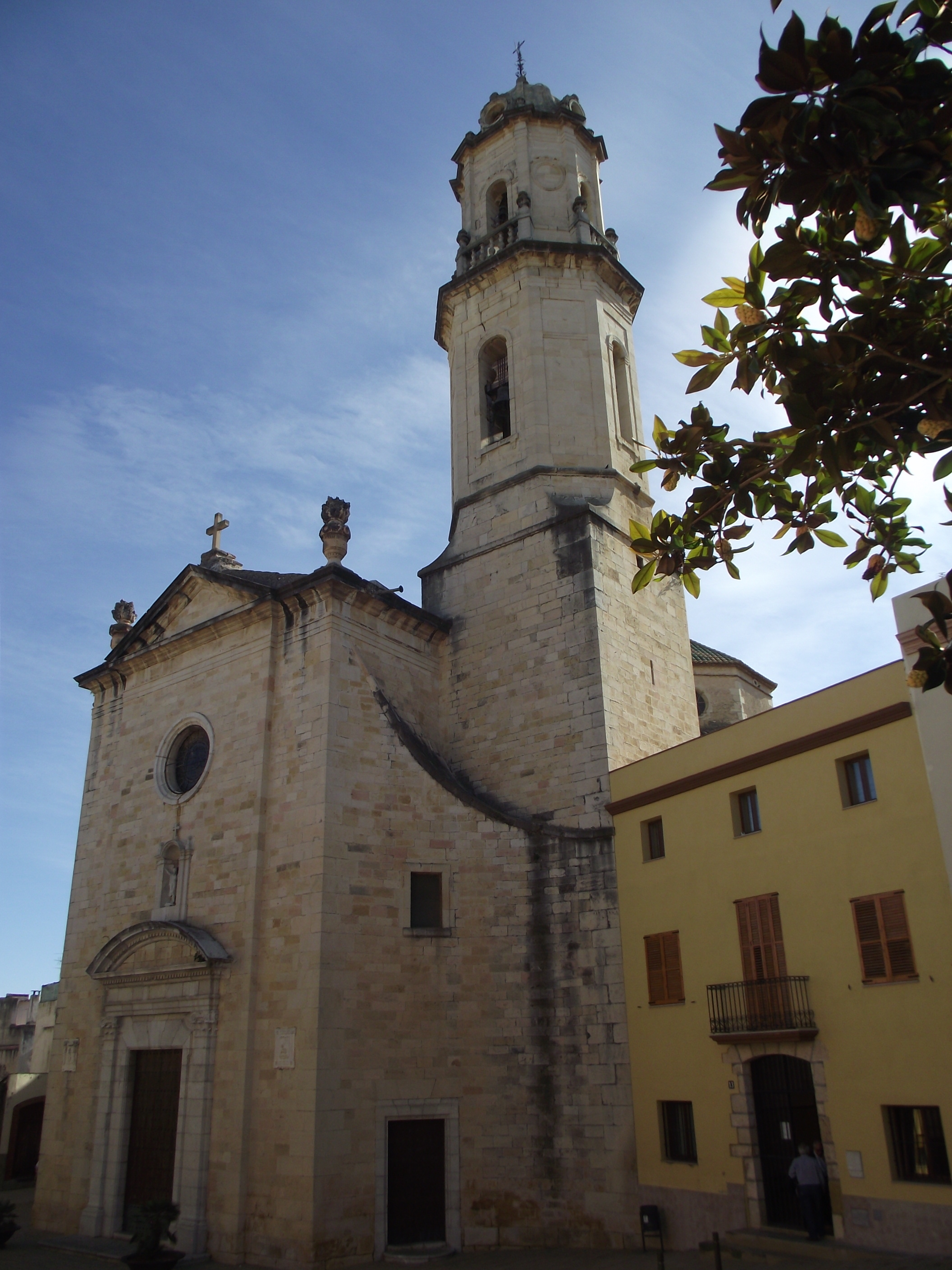
Johannes-der-Täufer-Kirche